# Luke Hendrie
Luke John Hendrie (Leeds, 22 novembre 1994) è un calciatore inglese, difensore o centrocampista del Morecambe.

## Biografia
Suo padre John è stato a sua volta un calciatore professionista.

## Carriera

### Club
Ha iniziato a giocare nelle giovanili del Bradford City per poi passare in quelle del Manchester Utd, in cui è rimasto fino al 2012, quando ha firmato un contratto professionistico con i Red Devils, della durata di un anno; non riesce tuttavia ad esordire in prima squadra, rimanendo svincolato a fine anno ed accordandosi poco dopo con il Derby County, club di seconda divisione, con cui firma un contratto biennale. Pur restando in squadra per l'intera durata del contratto, non riesce tuttavia ad esordire tra i professionisti nemmeno con la maglia dei Rams, che al termine della stagione 2014-2015 non rinnovano il suo contratto in scadenza, lasciandolo svincolare. Durante l'estate del 2015 partecipa al ritiro precampionato del Bradford City, suo ex club delle giovanili, militante nella terza divisione inglese, firmando però in realtà un contratto solamente alcune settimane più tardi ma con il Burnley, club di seconda divisione. Nell'ottobre del 2015, non trovando spazio in campo, viene ceduto in prestito per un mese all'Hartlepool Utd, club della quarta divisione inglese, con cui il 17 ottobre 2015 gioca da titolare nella partita di campionato vinta per 1-0 sul campo dei londinesi del Dag & Red, che è di fatto anche il suo effettivo esordio tra i professionisti, all'età di quasi 21 anni ed al quarto club della sua carriera. Durante il prestito gioca poi ulteriori 2 partite, facendo poi ritorno al Burnley, dove rimane senza mai giocare in partite ufficiali fino al 7 gennaio 2016, quando viene ceduto in prestito prima per un mese ed in un secondo momento fino a fine stagione allo York City, altro club di quarta divisione, con cui scende in campo con regolarità, giocando 18 partite di campionato.
Il 19 agosto 2016 viene ceduto in prestito fino alla sessione invernale del calciomercato al Kilmarnock, club della prima divisione scozzese, con cui esordisce in partite ufficiali il giorno seguente, in una partita persa per 2-0 sul campo del Ross County. Essendo sceso in campo con regolarità, alla sua scadenza, nel gennaio del 2017, il prestito viene prolungato fino a fine stagione. Hendrie conclude la stagione stessa con un bilancio totale di 32 presenze in campionato e di una presenza in Coppa di Scozia. Il 21 agosto 2017 viene ceduto in prestito fino al gennaio del 2018 al Bradford City, con cui gioca 18 partite nella terza divisione inglese; pur volendo i Bantams rinnovare il suo prestito fino a fine stagione, non riescono a trovare un accordo con il Burnley, detentore del suo cartellino, che il 9 gennaio 2018 lo cede invece allo Shrewsbury Town, altro club di terza divisione, con cui il calciatore firma un contratto della durata di un anno e mezzo. Con gli Shrews Hendrie gioca 10 partite nella seconda metà della stagione 2017-2018, mentre non viene mai impiegato in partite ufficiali nella prime settimane della stagione 2018-2019: anche per questo motivo, il 18 agosto 2018 passa in prestito (fino al gennaio del 2019) al Grimsby Town, club di quarta divisione, che, viste le sue buone prestazioni, una volta concluso il prestito lo preleva a titolo definitivo dallo Shrewsbury Town, offrendogli un contratto della durata di un anno e mezzo. Rimane in realtà ai Mariners per un totale (prestito incluso) di tre stagioni, con complessive 5 reti segnate in 111 partite di campionato giocate (e 121 partite tra tutte le competizioni ufficiali, includendo quindi anche le varie coppe nazionali): lascia il club solamente al termine della stagione 2020-2021, dopo la retrocessione in quinta divisione, per accasarsi in quarta divisione all'Hartlepool United, con cui il 30 agosto 2021 firma un contratto annuale; nella sua seconda esperienza nel club gioca in totale 7 partite di campionato, per poi il 31 gennaio 2022 rescindere consensualmente il contratto, firmandone uno con il Bradford City (dove torna per la quarta volta in carriera, provini inclusi) il giorno stesso. Gioca 16 partite in quarta divisione con il Bradford City nella seconda metà della stagione 2021-2022, aggiungendo poi ulteriori 2 presenze nella stagione 2023-2024; il 1º settembre 2023 torna per la terza volta in carriera all'Hartlepool United, questa volta in prestito dal Bradford City.

### Nazionale
Ha giocato nelle nazionali giovanili inglesi Under-16 ed Under-17.
Nel maggio del 2013 ha ricevuto una convocazione (peraltro accettata) per la nazionale scozzese Under-20, nella quale era eleggibile per via delle origini di suo padre, ma in cui non ha comunque mai esordito.